# U-Bahnhof Afrikanische Straße

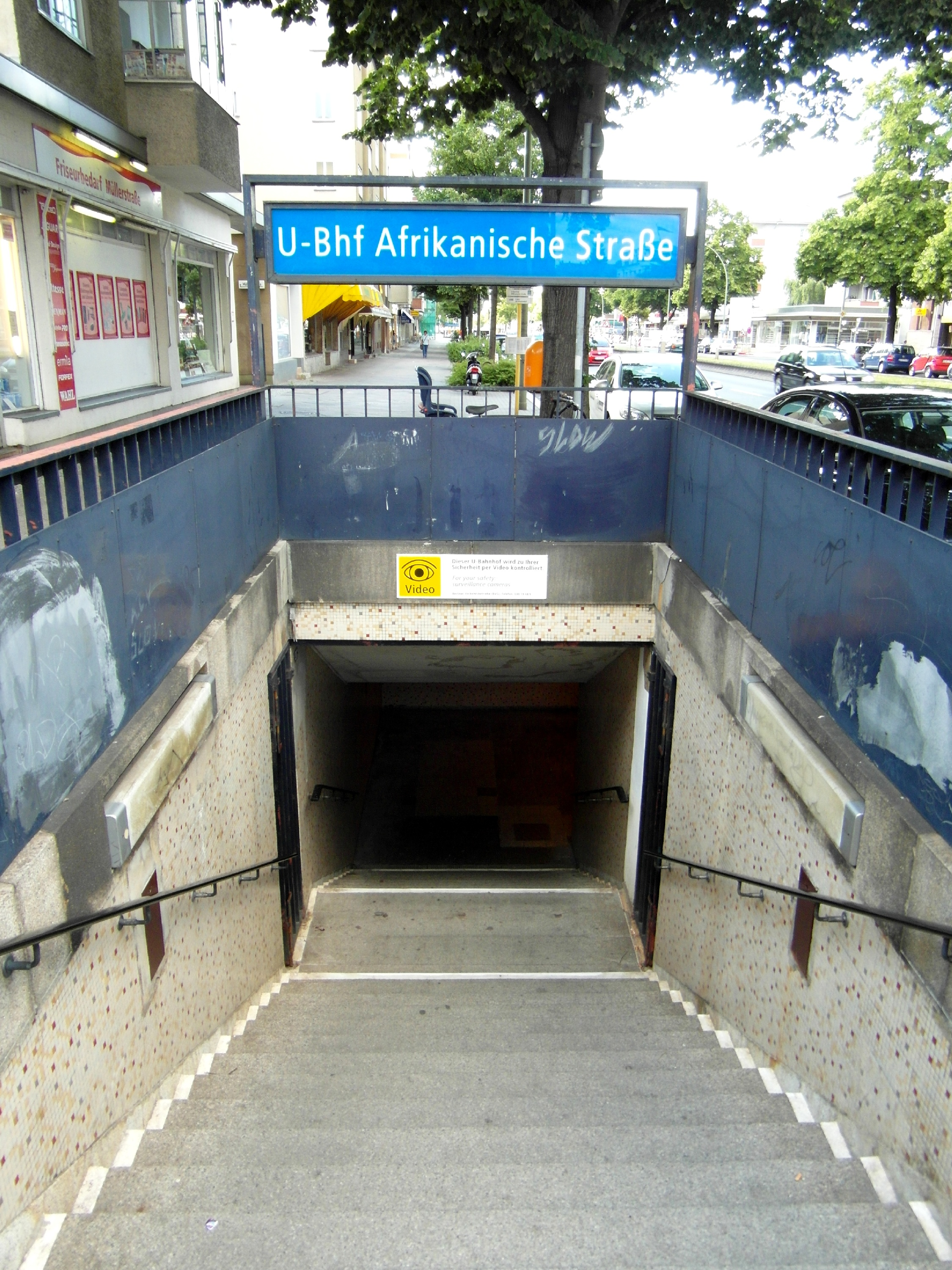
Bahnhofseingang in der Müllerstraße

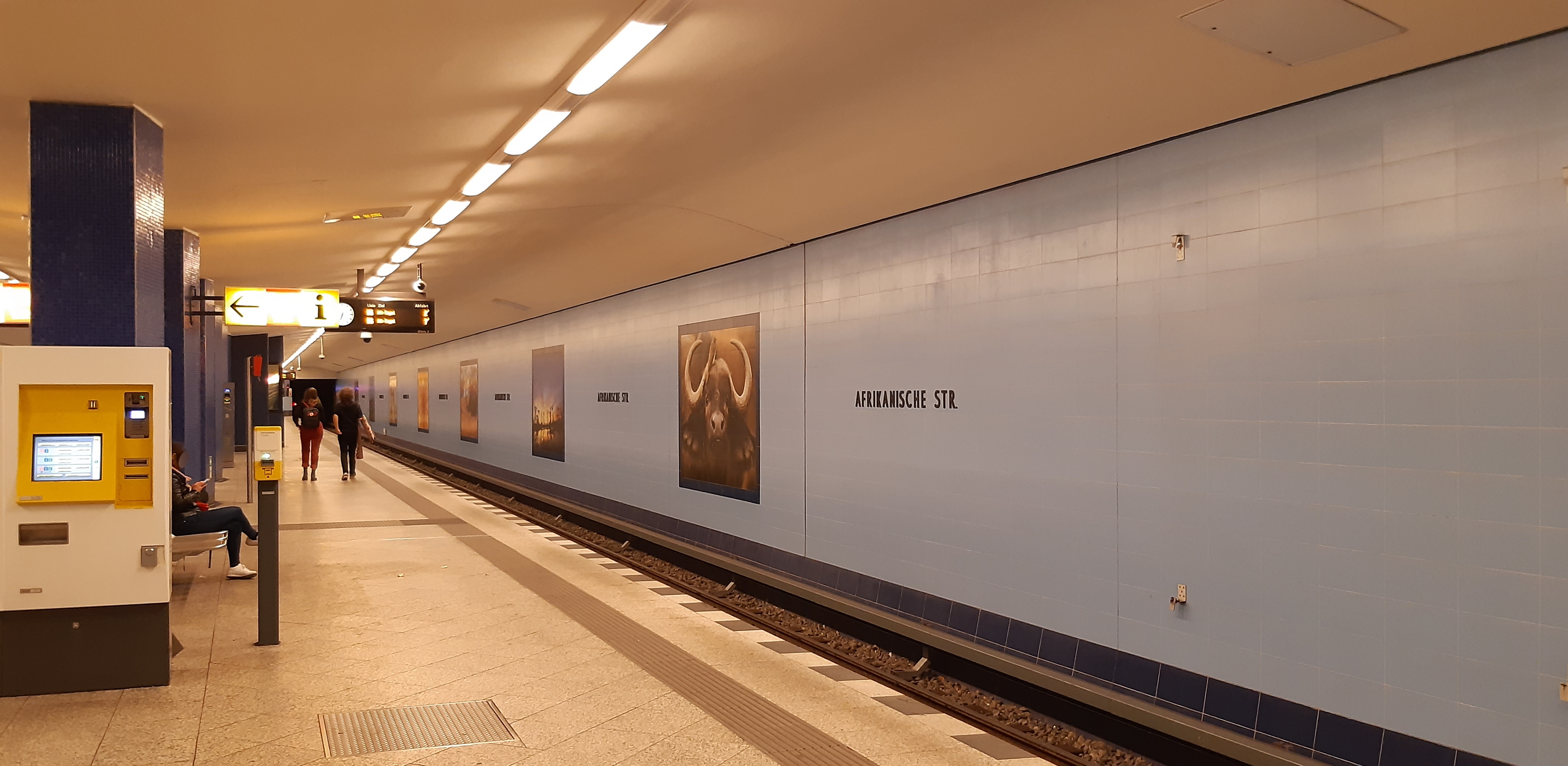
Bahnsteig

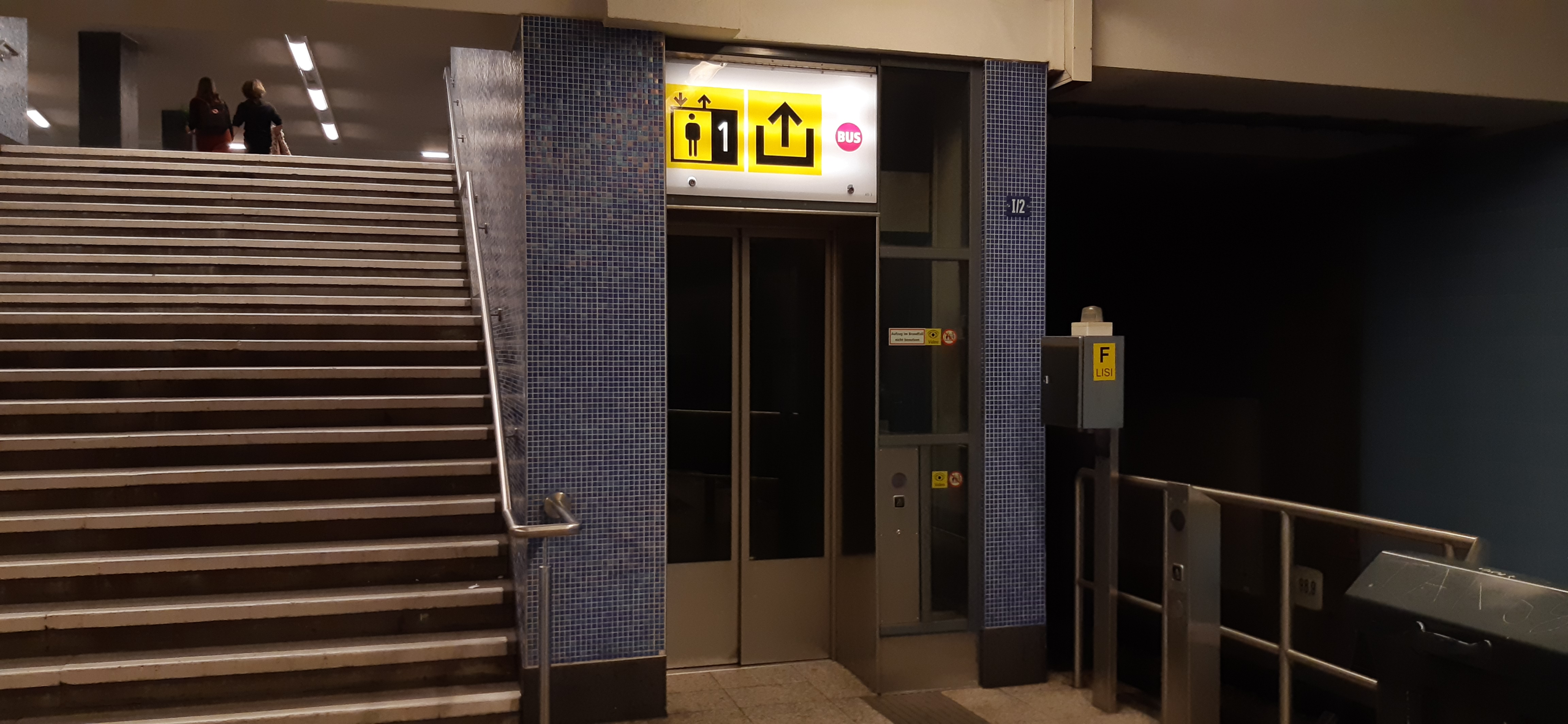
Aufzug auf Bahnsteigebene

Der U-Bahnhof Afrikanische Straße ist eine Station der Berliner U-Bahn-Linie U6 im Ortsteil Wedding des Bezirks Mitte. Die BVG führt den Bahnhof unter dem internen Kürzel Afr; er ist 631 Meter vom U-Bahnhof Kurt-Schumacher-Platz und 587 Meter vom U-Bahnhof Rehberge entfernt.
Der U-Bahnhof ging am 3. Mai 1956 als Teil der Verlängerung der Linie C (heute: U6) vom U-Bahnhof Seestraße zum U-Bahnhof Kurt-Schumacher-Platz in Betrieb. Ursprünglich war der Bahnhof in den Plänen für den Ausbau gar nicht vorgesehen. Doch die Nachkriegsbebauung sowie die zwischen 1929 und 1931 erbaute Friedrich-Ebert-Siedlung rechtfertigten einen eigenen Bahnhof. Die besagte Siedlung erhielt auch eine Würdigung als Untertitel für den Bahnhofsnamen. 
Der Bahnhof präsentiert sich als relativ schlicht, nüchtern und unauffällig. Architekt Bruno Grimmek entwarf einen typischen 110 Meter langen und acht Meter breiten Mittelbahnsteig, der eine mit bunten Glasmosaiksteinchen verkleidete Stützenreihe in der Mitte erhielt. Die Decke neigt sich leicht zur Stützenreihe des Bahnsteigs hin. 
Im Zuge einer Grundsanierung erhielt der Bahnhof bis 2016 neue und größere Wandfliesen, diese sind erneut hellblau. Die früheren Werbeflächen an den Hintergleiswänden tragen nun dunkelblau umrandete Afrika-Motive, ebenso die Abgänge von den Zwischengeschossen. Der bisherige Namenszusatz Friedrich-Ebert-Siedlung wird nicht mehr verwendet.
Am 30. November 2017 wurde ein Aufzug eröffnet, seitdem ist der U-Bahnhof barrierefrei zugänglich. Rund 650.000 Euro wurden hierfür investiert. Zusätzlich wurden die vier Ausgangstreppen sowie die Zwischengeschosse saniert.

## Anbindung
| Linie | Verlauf |
| ----- | --- |
|       | Alt-Tegel – Borsigwerke – Holzhauser Straße – Otisstraße – Scharnweberstraße – Kurt-Schumacher-Platz – Afrikanische Straße – Rehberge – Seestraße – Leopoldplatz – Wedding – Reinickendorfer Straße – Schwartzkopffstraße – Naturkundemuseum – Oranienburger Tor – Friedrichstraße – Unter den Linden – Stadtmitte – Kochstraße – Hallesches Tor – Mehringdamm – Platz der Luftbrücke – Paradestraße – Tempelhof – Alt-Tempelhof – Kaiserin-Augusta-Straße – Ullsteinstraße – Westphalweg – Alt-Mariendorf |

Am U-Bahnhof bestehen Umsteigemöglichkeiten von der U6 zur Buslinie 221 der BVG.